# Desmocerini
Los desmocerinos (Desmocerini) son una tribu de coleópteros crisomeloideos de la familia Cerambycidae. Contiene un solo género Desmocerus.

## Especies
- Desmocerus aureipennis Chevrolat, 1855
- Desmocerus californicus Horn, 1881
- Desmocerus palliatus (Forster, 1771)